# Volta a Llombardia 1955
La Volta a Llombardia 1955 fou la 49a edició de la Volta a Llombardia. Aquesta cursa ciclista organitzada per La Gazzetta dello Sport es va disputar el 23 d'octubre de 1955 amb sortida i arribada a Milà després d'un recorregut de 222 km.
L'italià Cleto Maule (Torpado) guanya per davant del belga Fred de Bruyne (Mercier-Hutchinson) i del seu company d'equip Angelo Conterno.

## Desenvolupament
Els corredors de l'equip Torpado Cleto Maule i Angelo Conterno escapen a Segrino (55 km a meta). Pel cim de la Madonna del Ghisallo tenen 12 segons sobre René Privat i 33 segons sobre Pasquale Fornara i Fred de Bruyne. Fornara es despenja per avaria.
A continuació es forma un grup en persecució dels dos homes cap de cursa format per Antonio Uliana, Franco Aureggi, Remo Bartalini, Danilo Barozzi, Walter Serena, René Privat i Fred de Bruyne que aconsegueix la neutralització. Així, la prova es decideix a l'esprint en el Velòdrom Vigorelli on s'imposa Cleto Maule.
El pilot arriba un minut després però és aturat a les portes del velòdrom perquè no molestessin als corredors que disputen en aquell moment la victòria a l'esprint. Louison Bobet es troba en aquest segon grup i, com a denúncia, no signa en llibre d'arribada per la qual cosa és desclassificat.

### Classificació general
|    | Ciclista              | Equip              | Temps      |
| -- | --------------------- | ------------------ | ---------- |
| 1  | Cleto Maule (ITA)     | Torpado            | 5h 44' 27" |
| 2  | Fred de Bruyne (BEL)  | Mercier-Hutchinson | m. t.      |
| 3  | Angelo Conterno (ITA) | Torpado            | m. t.      |
| 4  | Antonio Uliana (ITA)  | Leo-Chlorodont     | m. t.      |
| 5  | René Privat (FRA)     | Mercier-Hutchinson | m. t.      |
| 6  | Franco Aureggi (ITA)  | Legnano            | m. t.      |
| 7  | Remo Bartalini (ITA)  | Frejus             | m. t.      |
| 8  | Danilo Barozzi (ITA)  | Atala              | m. t.      |
| 9  | Walter Serena (ITA)   | Leo-Chlorodont     | m. t.      |
| 10 | Marcel Janssens (BEL) | Elvé-Peugeot       | + 24"      |